# أندرو أور
أندرو أور (بالإنجليزية: Andrew Ure) (و. 1778 – 1857 م) هو كيميائي، وعالم فلك، وعالم اقتصاد من المملكة المتحدة . ولد في غلاسكو. وكان عضواً في الجمعية الملكية .
توفي في لندن، عن عمر يناهز 79 عاماً.

## التعليم
تعلم في جامعة جلاسكو

## جوائز
حصل على جوائز منها:
- زميل في الجمعية الملكية.